# Kinesisk hare
Kinesisk hare (Lepus sinensis) är en däggdjursart som beskrevs av Gray 1832. Lepus sinensis ingår i släktet harar, och familjen harar och kaniner. IUCN kategoriserar arten globalt som livskraftig. Wilson & Reeder (2005) listar arten i ett eget släkte, Sinolagus.
Utbredningsområdet sträcker sig över sydöstra Kina och angränsande områden av Vietnam. Arten finns även på Taiwan. Habitatet utgörs främst av gräs- och buskmarker. Kinesisk hare vistas främst i låglandet men i vissa bergstrakter når den 5000 meter över havet.

## Underarter
Arten delas in i följande underarter:
- L. s. sinensis
- L. s. formosus
- L. s. yuenshanensis